# Robert A. Mattey
Robert A. Mattey, conosciuto anche come Bob Mattey (New Jersey, 27 giugno 1910 – Los Angeles, 14 gennaio 1993), è stato un effettista statunitense.
È conosciuto principalmente per il suo lavoro sugli effetti speciali dei film Ventimila leghe sotto i mari (1954), Un professore fra le nuvole (1961, per il quale ottenne una candidatura al premio Oscar condivisa con Eustace Lycett), Mary Poppins (1964), Un Maggiolino tutto matto (1968) e Lo squalo (1975).

## Biografia
Il padre lavorò nel reparto scenografia del film Il re dei re (1927), e Bob lo assistette, compiendo così il suo apprendistato. Si impiegò quindi presso i Douglas Fairbanks Studios. Partecipò alla produzione di film come King Kong (1933) e al serial Flash Gordon (1936).
Il suo lavoro sul set de La strega rossa (1948) venne notato dalla Disney e, nel 1954, Mattey cominciò a collaborare con lo studio, dove lavorò per 17 anni, fino alla pensione, divenendo capo del dipartimento effetti speciali meccanici. Realizzò creature meccaniche per diversi film di Robert Stevenson e contribuì alla progettazione di alcune attrazioni di Disneyland.
Dopo essere andato in pensione, venne richiamato sul set dalla produzione de Lo squalo (1975) per progettare e seguire la realizzazione degli animatroni del film.

## Filmografia
- Prigionieri del cielo (The High and the Mighty), regia di William A. Wellman (1954)
- Ventimila leghe sotto i mari (20,000 Leagues Under the Sea), regia di Richard Fleischer (1954)
- Un professore fra le nuvole (The Absent Minded Professor), regia di Robert Stevenson (1961)
- Professore a tuttogas (Son of Flubber), regia di Robert Stevenson (1963)
- Disneyland - serie TV, due episodi (1963)
- Mary Poppins, regia di Robert Stevenson (1964)
- Il comandante Robin Crusoe (Lt. Robin Crusoe, U.S.N.), regia di Byron Paul (1966)
- Il fantasma del pirata Barbanera (Blackbeard's Ghost), regia di Robert Stevenson (1968)
- La nebbia degli orrori (The Lost Continent), regia di Michael Carreras e Leslie Norman (1968)
- L'incredibile furto di Mr. Girasole (Never a Dull Moment), regia di Jerry Paris (1968)
- Un Maggiolino tutto matto (The Love Bug), regia di Robert Stevenson (1968)
- Boatniks - I marinai della domenica (The Boatniks) regia di Norman Tokar (1970)
- Wyoming, terra selvaggia (The Wild Country), regia di Robert Totten (1970)
- L'ultimo eroe del West (Scandalous John), regia di Robert Butler (1971)
- Lo squalo (Jaws), regia di Steven Spielberg (1975)
- Quel motel vicino alla palude (Eaten Alive), regia di Tobe Hooper (1976)
- Lo squalo 2 (Jaws 2), regia di Jeannot Szwarc (1978)